# Mary Grant Carmichael
Mary Grant Carmichael (* 1851 in Birkenhead bei Liverpool; † 17. März 1935 in London) war eine englische Komponistin und Pianistin.

## Leben
Vermutlich war sie irischer Abstammung. Erzogen wurde sie in Frankreich und der Schweiz. Sie studierte an der Royal Academy of Music in London Klavier u. a. bei Oskar Beringer und Komposition bei Ebenezer Prout. In München setzte sie ihre Ausbildung bei Heinrich Porges fort. Von 1884 bis Mitte der 1890er Jahre wirkte sie als Pianistin, Kammermusikerin und Begleiterin bei den Monday and Saturday Popular Concerts, wo sie u. a. mit Joseph Joachim, Alfredo Piatti und Liza Lehmann auftrat. Viele ihrer Kompositionen erschienen im Druck und wurden aufgeführt. Sie starb in London.

## Schaffen
Sie schrieb neben größeren Werken – darunter die Operette The Frozen Heart or The Snow Queen (1898) und eine Messe in Es für Männerchor (1900) – vor allem Lieder, Gesangszyklen, Chor- und Klavierwerke.

## Werke (Auswahl)
- Cradle song (Text: William Blake)
- Infant Joy (Text: William Blake)
- Introduction to the Songs of Innocence (Text: William Blake)
- It is the hour (Text: George Gordon Noel Byron, Lord Byron)
- Merrily flute and loudly (Text: nach Heinrich Heine)
- My faint spirit, op. 12 (Text: Percy Bysshe Shelley)
- So loved and so loving, op. 8,1 (Text: nach Heinrich Heine)
- Sweetheart, sigh no more (Text: Thomas Bailey Aldrich)
- The blossom (in Four songs) (Text: William Blake)